# Trichoblatta nepalensis
Trichoblatta nepalensis är en kackerlacksart som först beskrevs av Henri Saussure och Leo Zehntner 1895.  Trichoblatta nepalensis ingår i släktet Trichoblatta och familjen jättekackerlackor.
Artens utbredningsområde är Nepal. Inga underarter finns listade i Catalogue of Life.